# Корона Анни Іванівни

Корона на малюнку академіка Ф. Солнцева, середина XIX ст.

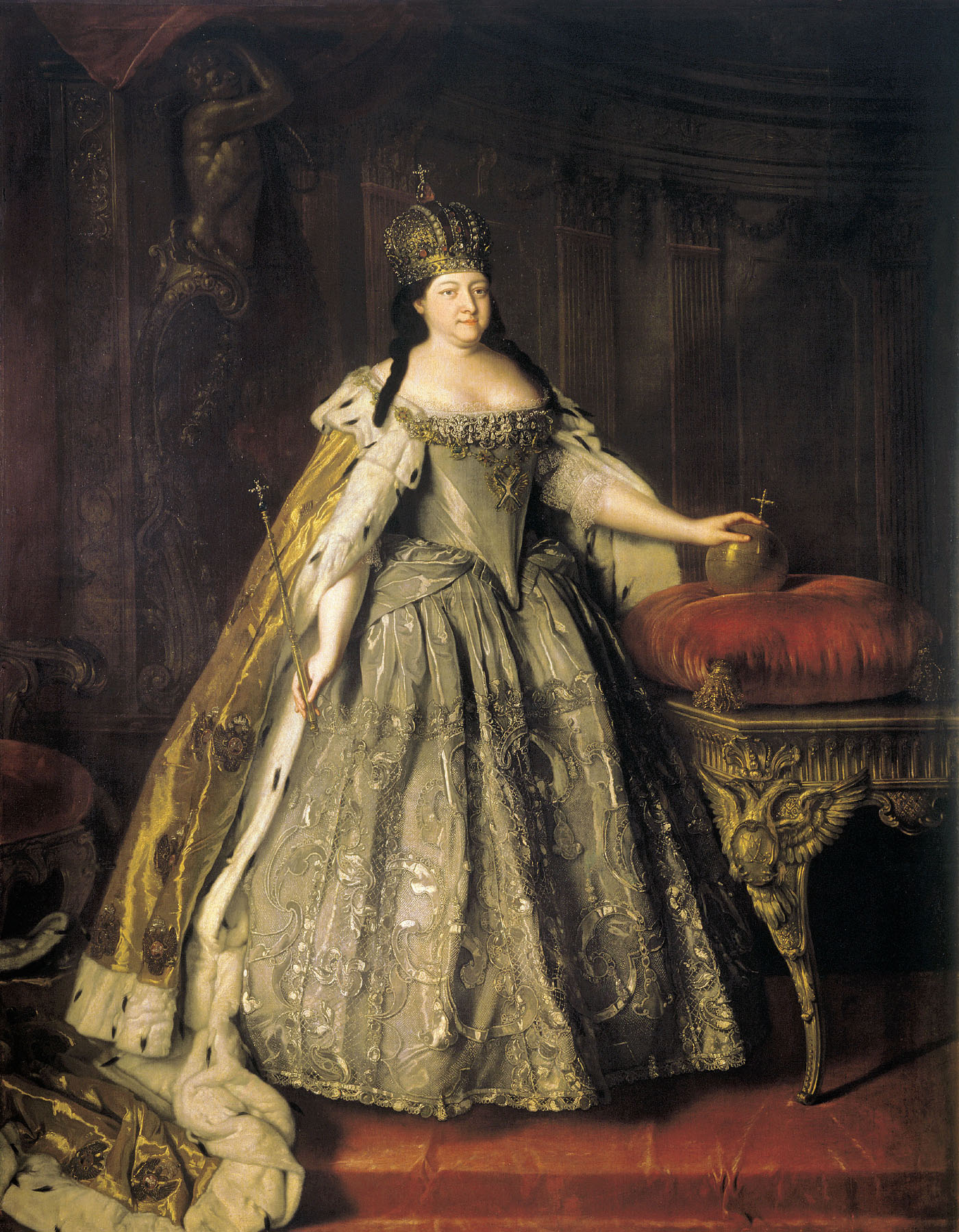
Імператриця Анна Іванівна, коронаційний портрет роботи Луї Каравакка

Корона  російської імператриці Анни Іванівни або корона Царства Польського — дорогоцінний вінець, виготовлений майстром Готлібом Вільгельмом Дункелєм у Санкт-Петербурзі в 1730 р.

## Опис
Це корона типу митри (нім. «Mitrenkrone»). Виготовлена вона за зразком корони попередниці Анни Іванівни - Катерини I (1724 р.). Спочатку верхні секції половинок митри були прикрашені срібними пластинами з крупними перлинами (це видно на коронаційному портреті Анни Іванівни, виконаному Луї Каравакком в 1730-му р.) . Невдовзі корону переробили, замість перлин було додано більше діамантів.
Срібний з позолотою карбований корпус корони прикрашений 2536 діамантами та 28 іншими, кольоровими камінцями. Більшість з них знято з корони Катерини I. Головною прикрасою корони є асиметричний червоний турмалін вагою у 500 каратів. Він був привезений в 1676 р. з Китаю  молдаванином Миколою Спафарієм, московським послом до богдихана Кангсі.  Спочатку камінець прикрашав діамантову корону Федора III, потім – корону Катерини I. 
Заввишки корона 31,3 см.
Після приєднання до Росії частини польських земель з Варшавою та організації Царства Польського Конгресового, виникла потреба у регаліях цього державного утворення. Старі корони владців Речі Посполитої були знищені німцями в 1807 р. Тож як королівський вінець Польщі була використана корона Анни Іванівни – до того вже майже сто років музейний експонат.

## Коронації
Корона використовувалась для коронацій монархів:
- Анни Іванівни, 25 квітня 1730 р. в Успенському соборі Кремля.
- Миколи I Павловича як польського короля, 12 травня 1829 р. у Королівському палаці Варшави

14 березня 1741 р. за наказом обер-гофмейстера імператорського двору графа С.А.Салтикова корона передана до Збройової палати Кремля, там зберігається і нині

## Корона Анни Іванівни в геральдиці
У Великому державному гербі Російської імперії (1882) корона  увінчувала щит з гербом Царства Польського.